# Saison 7 de Dallas
 (août 2022).
Si vous disposez d'ouvrages ou d'articles de référence ou si vous connaissez des sites web de qualité traitant du thème abordé ici, merci de compléter l'article en donnant les références utiles à sa vérifiabilité et en les liant à la section « Notes et références ».
Chronologie
Saison 6 Saison 8
Cet article présente les trente épisodes de la septième saison de la série télévisée américaine Dallas,.
In Italia è stata trasmessa in prima visione da Canale 5 nel 1984.

## Distribution

### Acteurs principaux
- Barbara Bel Geddes : Ellie Ewing (à partir de l'épisode 12, crédit dans tous les génériques)
- Patrick Duffy : Bobby Ewing
- Linda Gray : Sue Ellen Ewing
- Larry Hagman : J. R. Ewing
- Susan Howard : Donna Culver
- Steve Kanaly : Ray Krebbs
- Ken Kercheval : Cliff Barnes
- Victoria Principal : Pamela Barnes Ewing
- Charlene Tilton : Lucy Ewing

### Acteurs récurrents
- Howard Keel : Clayton Farlow
- Audrey Landers : Afton Cooper
- Kate Reid : Tante Lily Trotter
- Timothy Patrick Murphy : Mickey Trotter (jusqu'à l'épisode 8)
- John Beck : Mark Graison
- Morgan Brittany : Katherine Wentworth
- Christopher Atkins : Peter Richards (à partir de l'épisode 3)
- Glenn Corbett : Paul Morgan (à partir de l'épisode 4)
- Priscilla Presley (créditée Priscilla Beaulieu Presley) : Jenna Wade (à partir de l'épisode 7)
- Shalane McCall (en) : Charlie Wade (à partir de l'épisode 9)
- Deborah Rennard : Sly Lovegren
- Fern Fitzgerald (en) : Marilee Stone
- Don Starr (en) : Jordan Lee
- Lois Chiles : Holly Harwood (épisodes 5 à 7)
- Alice Hirson (en) : Mavis Anderson
- Tom Fuccello (en) : Dave Culver
- Morgan Woodward : Marvin « Punk » Anderson
- George O. Petrie (en) : Harv Smithfield
- William Smithers : Jeremy Wendell
- James Brown : Dét. Harry McSween

## Fiche technique

### Réalisateurs
- Leonard Katzman (8 épisodes)
- Larry Hagman (3 épisodes)
- Michael Preece (en) (5 épisodes)
- Patrick Duffy (3 épisodes)
- Nick Havinga (6 épisodes)
- Ray Danton (1 épisode)
- William F. Claxton (1 épisode)
- Paul Krasny (1 épisode)
- Gwen Arner (en) (2 épisodes)

### Scénaristes
- Arthur Bernard Lewis (en) (12 épisodes)
- Leonard Katzman (7 épisodes)
- David Paulsen (en) (11 épisodes)

## Épisodes

### Épisode 1:L'Incendie
- États-Unis : 30 septembre 1983 sur CBS

- Cette saison se démarque des précédentes par le naturalisme accru de ses éclairages (par une constante illusion de lumière naturelle) et des mouvements de caméra (usant plus fréquemment de déplacements « à l'épaule »).
- Malgré sa mention au générique, Barbara Bel Geddes n'apparaît ni dans cet épisode, ni dans les dix suivants, n'intervenant qu'à partir du douzième volet.
- Le titre original de cet épisode The Road Back (litt. : "le chemin du retour") est également le titre anglais du roman allemand Après (en) (Der Weg zurück) d'Erich Maria Remarque, publié en 1931, faisant plus ou moins suite à son précédent chef-d'œuvre À l'Ouest, rien de nouveau (Im Westen nichts Neues, 1929) et adapté à l'écran en 1937 par James Whale.

### Épisode 2:Les Adieux
- États-Unis : 7 octobre 1983 sur CBS

- Joe Maross (Dr Blakely)

- Le titre original de cet épisode The Long Goodbye (litt. : "le long aurevoir") est également celui du l'aventure du détective privé Philip Marlowe écrite par Raymond Chandler, parue en 1953 et adaptée à l'écran en 1973 par Robert Altman avec Elliott Gould en vedette.

### Épisode 3:La Lettre
- États-Unis : 14 octobre 1983 sur CBS

- Diana Douglas (Dr Suzanne Lacey)
- Stephanie Blackmore (Serena Wald)

- Christopher Atkins dans le rôle de Peter Richards apparaît ici pour la première fois.
- Dans la fausse lettre de Pamela lue à voix haute par Katherine, il est fait mention des six ans de son mariage avec Bobby, l'exact nombre des précédentes saisons de la série.
- À noter que Pamela délaisse ici l'aérobic au profit de séances de musculation, alors en plein boum de popularité.

### Épisode 4:Mon brave frère
- États-Unis : 21 octobre 1983 sur CBS

- Stephanie Blackmore (Serena Wald)
- Tracy Scoggins (Dianne Kelly)

- Le titre original My Brother's Keeper (litt. : "le gardien de mon frère") est extrait de la traduction anglaise du chapitre 4 verset 9 du Livre de la Genèse : "Then the LORD said to Cain, "Where is your brother Abel?" "I don't know," he replied. "Am I my brother's keeper?"" ("L'Eternel dit à Caïn: Où est ton frère Abel ? Il répondit : Je ne sais pas ; suis-je le gardien de mon frère ?")
- Glenn Corbett dans le rôle de Paul Morgan apparaît ici pour la première fois.
- Dans le rôle épisodique de l'escort Dianne Kelly, on reconnaît Tracy Scoggins, futur pilier des séries concurrentes Dynastie 2 : Les Colby (1985-1987) et Dynastie (1989).

### Épisode 5:Le Pardon
- États-Unis : 28 octobre 1983 sur CBS

- Joe Maross (Dr Blakely)

- Le titre original The Quality of Mercy (classiquement traduit : "le caractère de la clémence") est le début d'une célèbre tirade de Portia (The Merchant of Venice) (en) dans la première scène de l'acte IV du Marchand de Venise (The Merchant of Venice), pièce de théâtre de William Shakespeare publiée en 1598, où la jeune femme implore la pitié de l'usurier juif Shylock.
- C'est la première fois qu'on voit le personnage de Sly Lovegren en dehors du cadre de son travail de secrétaire.

### Épisode 6:Échec et Mat
- États-Unis : 4 novembre 1983 sur CBS

- Kenneth Kimmins : Thornton McLeish

### Épisode 7:Ray
- États-Unis : 11 novembre 1983 sur CBS

- Joe Maross (Dr Blakely)
- Richard Jaeckel (A.D.A. Percy Meredith)
- Charles Aidman (Judge Emmett Brocks)
- Steven Williams (Bailiff)

- Pendant que Lois Chiles dans le rôle de Holly Harwood intervient ici pour la dernière fois, cet épisode marque le notable retour de Jenna Wade, ancienne rivale de Pamela, déjà ponctuellement incarnée par Morgan Fairchild dans le volet 3 de la saison 2, puis Francine Tacker dans les volets 18 et 19 de la saison 3, avant de se voir ici promue personnage récurrent (et bientôt pilier de la série) sous les traits de Priscilla Presley. (À un moment du dialogue, Bobby signale que leur dernière rencontre remonte à quatre ans, l'exact délai en termes de saisons séparant cet épisode de sa précédente apparition dans la saga.)
- Dans le rôle plus que secondaire de l'agent Bailiff, on reconnaît Steven Williams, future co-vedette de la série policière 21 Jump Street (1987-1991). À noter à ce propos que ce dernier incarne le cinquième personnage noir de la série.

### Épisode 8:Le Grand Bal
- États-Unis : 18 novembre 1983 sur CBS

- Richard Jaeckel (A.D.A. Percy Meredith)
- Charles Aidman (Judge Emmett Brocks)
- Steven Williams (Bailiff)

- Il est pour la première fois prononcé le nom complet de tante Lily, Lillian May Trotter.
- Timothy Patrick Murphy dans le rôle de Mickey Trotter intervient ici pour la dernière fois.
- À partir de ce volet, Kate Reid dans le rôle de Lily Trotter disparaît de la série avant une ultime intervention dans l'épisode 30 de la saison 9.
- C'est la première fois qu'on voit Peter Richards enfin vêtu de pied en cap.

### Épisode 9:Des lendemains
- États-Unis : 25 novembre 1983 sur CBS

- Phénomène assez rare, l'ouverture de cet épisode reprend plan pour plan les deux dernières minutes du précédent.
- Déjà tenu par la très jeune Lauri Lynn Myers dans le volet 3 de la saison 2, le rôle de Charlie Wade est ici repris par l'adolescente Shalane McCall à la notable ressemblance avec sa partenaire Priscilla Presley.
- À noter que Donna propose à Ray un voyage d'une durée non déterminée en apparente contradiction avec sa condamnation à une liberté surveillée de 18 mois prononcée dans l'épisode précédent.

### Épisode 10:Arrêt brutal
- États-Unis : 2 décembre 1983 sur CBS

- Le titre original de ce volet The Buck Stops Here (litt. : "Trêve de faux-fuyant") est initialement le célèbre slogan (en) (parfois aussi traduit : "La patate chaude s'arrête ici") du président américain Harry S. Truman (en exercice de 1945 à 1953) qui en fit sa devise pour exprimer son refus systématique de rejeter la responsabilité de sa politique sur quelque bouc émissaire que ce soit.
- C'est la première fois que le petit John Ross entretient un dialogue sur plus d'une minute.

### Épisode 11:Machiavel
- États-Unis : 9 décembre 1983 sur CBS

- Le titre original To Catch a Sly (litt. :"Attraper Sly") est un jeu de mots détournant de la formule "To Catch a Spy" (litt. : "Attraper un espion"), par ailleurs titre original de la comédie d'espionnage franco-américaine Les Doigts croisés, réalisé en 1971 par Dick Clement avec Kirk Douglas et Marlène Jobert, qui détournait elle-même la formule "To catch a fly" (litt. : "Attraper une mouche").
- Bobby, qu'on savait déjà de nature sportive, est ici vu pour la première fois s'adonner à une séance de musculation particulièrement intensive.

### Épisode 12:Barbecue
- États-Unis : 16 décembre 1983 sur CBS

- Martin E. Brooks (en) (Edgar Randolph)
- Pat Colbert : Dora Mae

- Le titre original de cet épisode 12 Barbecue Four (litt. : "Barbecue quatre") fait écho aux épisodes 12 des deux saisons précédentes, Barbecue Two (litt. : "Barbecue deux") et Barbecue Three (litt. : "Barbecue trois") et aura son équivalent dans l'épisode 11 de la saison suivante, titré Barbecue Five (litt. : "Barbecue cinq"). Le premier épisode intitulé Barbecue était le cinquième et dernier de la première saison.
- On voit dans une scène Lucy et Peter sortir d'un cinéma proposant un film de science-fiction dit "à succès", intitulé The Futurist (Le Futuriste) et manifestement fictif car aucune sortie en salles n'a été répertoriée sous ce titre dans les années avoisinant la date de la première diffusion de cet épisode.
- Sur le document officiel tenu par Katherine, on lit la date de naissance de la jeune Charlie Wade, le 20 novembre 1970, qui confirme donc bien ses 13 ans. Y est par ailleurs mentionné pour la première fois le deuxième prénom de Bobby, James; à noter que dans la V.O., «Bobby James Ewing» sont les premiers mots entendus dans l'épisode pilote de la série, sortis de la bouche de Pamela.

### Épisode 13:Nul n'est parfait
- États-Unis : 23 décembre 1983 sur CBS

- Pat Colbert : Dora Mae

### Épisode 14:Le Principe
- États-Unis : 6 janvier 1984 sur CBS

- Martin E. Brooks (en) (Edgar Randolph)
- Lee Montgomery (Jerry Hunter)
- Pat Colbert : Dora Mae

- Le titre original de ce volet Peter's Principle est un ironique détournement de la loi empirique relative aux organisations hiérarchiques proposée par Laurence J. Peter et Raymond Hull dans l'ouvrage Le Principe de Peter (1970) et parfois formulée comme « stagnation de Peter », justement en adéquation avec le rapport de séduction ici entretenu par Peter Richards.
- À un moment du dialogue, Clayton fait allusion à son passé de chanteur amateur et à la comédie musicale américaine Camelot créée à Broadway en 1960 : l'acteur chanteur Howard Keel se produisit lui-même plusieurs fois sur scène dans ce spectacle.
- À noter le faux-raccord à la minute 25 où Pamela croise ses bras à deux reprises face caméra à dix secondes d'intervalle.

### Épisode 15:Le Brut qui venait d'ailleurs
- États-Unis : 13 janvier 1984 sur CBS

- Martin E. Brooks (en) (Edgar Randolph)
- Alberto Morin (Armando Sidoni)

- Le réalisateur de cet épisode est le même Ray Danton qui s'illustra en vedette de nombreux films populaires avant de se tourner aux alentours de 1980 vers la mise en scène de séries télévisées à succès.

### Épisode 16:Certains oui, d'autres non
- États-Unis : 20 janvier 1984 sur CBS

- Martin E. Brooks (en) (Edgar Randolph)
- Lee Montgomery (Jerry Hunter)
- Claudia Christian (amie de Peter)

- Le titre original Some Do... Some Don't (litt. : "Certains le font... d'autres, pas") est une probable référence à celui de la chanson country chantée par Freddie Hart (en) à partir de 1962, Some Do. Some Don't, Some Will, Some Won't.
- On voit pour la première fois des personnages s'adonner à un jeu vidéo alors que cette industrie encore naissante venait de connaître un notable krach quelques mois avant la première diffusion de cet épisode.

### Épisode 17:L'Œil de l'actionnaire
- États-Unis : 27 janvier 1984 sur CBS

- Martin E. Brooks (en) (Edgar Randolph)
- Pat Colbert : Dora Mae

- Le titre original est une expression courante tirée du roman Molly Bawn (en) écrit en 1978 par l'auteur irlandaise Margaret Wolfe Hungerford et dont la formulation complète est "Beauty is in the eye of the beholder" (traduisible en "la beauté naît dans l'œil de celui qui la décèle").
- Le personnage de Mitch Cooper, ex-mari de Lucy, intervient ici sans être vu ni entendu à travers une brève conversation téléphonique avec sa sœur Afton.
- À un moment du dialogue original, Pamela compare ironiquement Cliff à L'Homme de l'Atlantide (Man from Atlantis) série fantastique dont Patrick Duffy tenait le rôle-titre de 1977 à 1978, juste avant de jouer dans Dallas. (Dans la V.F., cette référence disparaît au profit d'une plus vague comparaison à un « extralucide ».)

### Épisode 18:Limite extrême
- États-Unis : 3 février 1984 sur CBS

- Martin E. Brooks (en) (Edgar Randolph)
- Joanna Miles (Martha Randolph)

- Le titre original Twelve Mile Limit (litt. : "à la limite des 12 miles") correspond à la distance maximale fixée par la Convention des Nations unies sur le droit de la mer pour délimiter les eaux territoriales d'un état.
- C'est la première fois qu'on voit J.R. s'adonner à une quelconque activité sportive.
- À un moment du dialogue, la secrétaire Sly fait remarquer que Cliff ne dit même pas "au revoir" avant de raccrocher alors que cette marque de politesse n'intervient quasi jamais dans les échanges téléphoniques de cette série, et plus globalement de toute fiction américaine.

### Épisode 19:Où est passé papa?
- États-Unis : 10 février 1984 sur CBS

- Martin E. Brooks (en) (Edgar Randolph)
- Joanna Miles (Martha Randolph)
- Anne Gee Byrd : Dr Jeffries
- Pat Colbert : Dora Mae

- Le titre original Where Is Poppa? (litt. : "Où est papa ?") est quasiment celui de la comédie noire américaine Where's Poppa? (en), réalisée en 1970 par Carl Reiner, avec George Segal et Ruth Gordon.
- À un moment du dialogue, Sue Ellen compare ironiquement son mariage avec J.R. au carrosse redevenu potiron du conte de Charles Perrault, Cendrillon publié en 1697.
- À la minute 18, on aperçoit John Ross jouer avec un modèle réduit du fictif Scout Walker tout terrain, de style Chicken walker, découvert dans le film de science-fiction américain L'Empire contre-attaque, réalisé  en 1980 par Irvin Kershner, et plus largement exploité dans sa suite Le Retour du Jedi réalisé par Richard Marquand et sorti moins d'un an avant la première diffusion de cet épisode.

### Épisode 20:Quand le vernis craque
- États-Unis : 17 février 1984 sur CBS

- Anne Gee Byrd : Dr Jeffries
- Daniel Pilon : Renaldo Marchetta
- Pat Colbert : Dora Mae

- Ironique référence à la fausse couche de Sue Ellen, le titre original When the Bough Breaks (Litt. : "Quand la branche craque") est extrait de la célèbre berceuse anglaise Rock-a-bye Baby (en) publiée une première fois en 1765.

### Épisode 21:La Confession
- États-Unis : 24 février 1984 sur CBS

- Martin E. Brooks (en) : Edgar Randolph
- Daniel Pilon : Renaldo Marchetta
- Tricia O'Neil : Dr Barbara Mulgravy
- Erica Yohn : Sara Mulgravy
- Pat Colbert : Dora Mae

- Le titre original True Confessions (litt. : "Confessions authentiques") est également celui du thriller américain Sanglantes confessions réalisé en 1981 par Ulu Grosbard avec Robert de Niro et Robert Duvall.
- À la sixième minute, on voit pointer le micro du preneur de son au bas à gauche des plans de J.R. assis s'entretenant avec Marylee.
- Ici dans un rôle épisodique, Tricia O'Neil incarnera le tout autre rôle de Barbara Barnes dans l'épisode uchronique qui conclura l'ultime saison de la série.

### Épisode 22:Et le gagnant est...
- États-Unis : 2 mars 1984 sur CBS

- Martin E. Brooks (en) (Edgar Randolph)
- Joanna Miles (Martha Randolph)

- Le titre original And the Winner Is..., pour une fois traduit tel quel, fut très longtemps la traditionnelle formule de remise d'un Oscar après énumération des nommés, jugée si stéréotypée qu'on la remplaça régulièrement par "The Oscar goes to..." (litt. : "Cet oscar revient à...").

### Épisode 23:Filouterie
- États-Unis : 9 mars 1984 sur CBS

- Dennis Patrick (Vaughn Leland)
- Barry Jenner (Dr Jerry Kenderson)
- Barbara Cason (Iris Porter)

- Le titre original Fools rush in est tiré du poème didactique anglais Essai sur la critique (An Essay on Criticism) écrit en 1711 par Alexander Pope et dont le vers complet est Fools rush in where angels fear to tread (en) (litt.: "les sots se ruent là où les anges n'osent s'aventurer"), expression imagée de la témérité aveugle.
- Cet épisode marque le retour du personnage de Vaughn Leland joué par Dennis Patrick, ancien ennemi juré de J.R. et absent de la saga depuis le volet 11 de la saison 5.

### Épisode 24:L'Inattendue
- États-Unis : 16 mars 1984 sur CBS

- Dennis Patrick (Vaughn Leland)
- Alexis Smith (Lady Jessica Montford)
- Stephanie Blackmore (Serena Wald)
- Bill Morey (Leo Wakefield)
- Wendy Fulton (Jan Higgins)
- Pat Colbert (Dora Mae)

- Alexis Smith dans le rôle de Lady Jessica Montford apparaît ici pour la première fois.

### Épisode 25:Étrange Alliance
- États-Unis : 23 mars 1984 sur CBS

- Dennis Patrick (Vaughn Leland)
- Alexis Smith (Lady Jessica Montford)
- Barry Jenner (Dr Jerry Kenderson)
- Pat Colbert (Dora Mae)
- Denny Miller (Max Flowers)

### Épisode 26:Gros Plan
- États-Unis : 6 avril 1984 sur CBS

- Dennis Patrick (Vaughn Leland)
- Alexis Smith (Lady Jessica Montford)
- Barry Jenner (Dr Jerry Kenderson)
- Pat Colbert (Dora Mae)
- Denny Miller (Max Flowers)

- Le titre original Blow Up est une évidente référence à celui du film britanno-italo-américain réalisé en 1966 par Michelangelo Antonioni avec David Hemmings et Vanessa Redgrave.
- Dans le dialogue original, Sue Ellen avertit Peter de la malveillance naturelle de son mari en lui dévoilant sa devise "keep your friends close and your enemies closer" (litt. : "surveille tes proches des près et tes ennemis d'encore plus près", traduite dans la V.F. par "séduire ceux à qui il en veut, les embrasser pour les tuer") communément attribuée à Sun Tzu ou Machiavel mais plus largement popularisée par le personnage de Michael Corleone interprété par Al Pacino dans le film américain Le Parrain 2 (Mario Puzo's The Godfather: Part II) réalisé en 1974 par Francis Ford Coppola.

### Épisode 27:Le Point capital
- États-Unis : 9 avril 1982 sur CBS

- Dennis Patrick (Vaughn Leland)
- Alexis Smith (Lady Jessica Montford)
- Donald May (Wes McDowall)
- Pat Colbert (Dora Mae)
- Denny Miller (Max Flowers)

- Le titre original de cet épisode Turning Point est aussi celui du film américain Le Tournant de la vie réalisé en 1977 par Herbert Ross avec Anne Bancroft et Shirley MacLaine.

### Épisode 28:Histoires d'amour
- États-Unis : 4 mai 1984 sur CBS

- Dennis Patrick (Vaughn Leland)
- Alexis Smith (Lady Jessica Montford)
- Bill Morey (Leo Wakefield)
- Pat Colbert (Dora Mae)
- Denny Miller (Max Flowers)
- Bert Kramer (l'avocat de Peter)
- Brad Harris (Mason)

- Le titre original de cet épisode Love stories (ici traduit littéralement) est une évidente référence au film américain Love Story réalisé en 1970 par Arthur Hiller où l'héroïne Jennifer jouée par Ali MacGraw décédait aussi d'une incurable maladie peu après son mariage d'amour avec Oliver incarné par Ryan O'Neal.
- Ici déclaré mort, le personnage de Mark Graison joué par John Beck fera un durable retour à partir de l'épisode 4 de la saison 9.
- À noter ici la première des trois interventions dans le rôle de Mason de Brad Harris, vedette de nombreuses coproductions européennes des années 1960, notamment plusieurs westerns, films d'aventures et péplums.

### Épisode 29:Un peu de discrétion, Jessica
- États-Unis : 9 mai 1984 sur CBS

- Alexis Smith (Lady Jessica Montford)
- Bill Morey (Leo Wakefield)

- Le titre original de ce volet Hush, Hush, Sweet Jessie (litt. : "Chut, chut, chère Jessie") est un détournement de celui du film à suspense américain Chut... chut, chère Charlotte (Hush... Hush, Sweet Charlotte) réalisé en 1964 par Robert Aldrich et opposant les stars vieillissantes Bette Davis et Olivia de Havilland.
- Le personnage de Steven 'Dusty' Farlow intervient ici sans être vu ni entendu lors d'une conversation téléphonique.

### Épisode 30:Et si c'était la fin?
- États-Unis : 18 mai 1984 sur CBS

- Alexis Smith (Lady Jessica Montford)
- Bill Morey (Leo Wakefield)
- Barry Corbin (Shérif Fenton Washburn)
- Dennis Patrick (Vaughn Leland)
- Pat Colbert (Dora Mae)

- Christopher Atkins dans le rôle de Peter Richards intervient ici pour la toute dernière fois.
- Disparaissant de la saga après cet épisode, Alexis Smith dans le rôle de Lady Jessica Montford fera un tardif retour dans les volets 23, 24, 26 et 27 de l'avant dernière saison.
- Ce volet marque aussi la dernière incarnation de Miss Ellie par Barbara Bel Geddes, provisoirement remplacée par Donna Reed dans la saison suivante, avant son retour dans l'épisode 2 de la saison 9.
- C'est la première fois qu'on voit le petit Christopher franchir quelques pas tout seul et esquisser un embryon de dialogue avec sa mère.
- La scène finale de ce cliffhanger est un pastiche de celle de l'épisode 25 de la saison 3 qui suscita le mémorable phénomène médiatique Who shot J.R.?